# 学校支援ボランティア
学校支援ボランティア（がっこうしえんボランティア）とは、様々な段階の学校において行われるボランティア活動、またはそれを担う人材をいう。この場合、その活動が無償であるか、有償であるかは問われない。
1996年、中央教育審議会の｢21世紀を展望した我が国の教育の在り方について（第一次答申）｣の中で、「学校がその教育活動を展開するに当たっては，もっと地域の教育力を生かしたり，家庭や地域社会の支援を受けること」への積極的な姿勢の必要性が指摘され、そのために「地域の人々や保護者に学校ボランティアとして協力してもらう」ことが提案されている。ここではその人々を表す言葉として「学校ボランティア」という言葉が用いられていたが、その後1998年に出された文部省（当時）の｢教育改革プログラム｣の中で「学校支援ボランティア」という言葉が用いられるようになった。ここでは、学校支援ボランティアは、「学校の教育活動について地域の教育力を生かすため、保護者、地域人材や団体、企業等がボランティアとして学校をサポートする活動」と定義されている。

## 学校支援ボランティア登場の背景
学校支援ボランティアという考え方が登場してきた背景には、長きに渡り、学校が閉鎖的な運営を続けてきたことがある。学校は周囲を壁で覆われた密室空間という外観に象徴されるように、外部からはその活動が見えにくい場所であり続けてきた。しかし近年、注目されることの多い学校をめぐって様々な問題が生じていることもあり、学校を開くべきであるという声が高まってきた。これが「開かれた学校論」である。かつてばらばらに行われてきた家庭教育、社会教育、学校教育の連携を模索する流れがあり、すべてが協働して学校を盛り上げていこうとする試みである。
このように学校改革の流れが1つの土台であることは間違いないが、学校支援ボランティアの登場はそれだけを因としているわけではない。この制度が登場した背景としては、さらに、学校内部の問題と学校外部の問題の相互関係が考えられるのである。現状として、学校内部には、教員の平均年齢の上昇、外国籍児童の増加、少子化による学校規模の縮小など、様々な原因が入り混じり、学校教育をその内部人材だけで運営することが難しくなってしまったという問題がある。他方、学校外部には、団塊の世代の集団退職など、地域の高齢化が進む中で、高い技術や専門知識を持った人材が自己実現を果たす場所が確保できていないという問題が存在する。学校支援ボランティアは、この2つの問題を仲立ちしながら解決していく可能性を持っているのである。つまり、人手不足に悩んでいる学校が、引退組として地域に埋もれている人々を人材として登用することで、お互いのニーズを満たすことが可能となるのである。

## 学校支援ボランティアの現状
学校支援ボランティアの活動は多岐に渡る。地域によってそれぞれ独自の活動が模索されて、次々と新たな支援が生まれており、その可能性は未知数である。同時に、全国的に共通して見られるようになってきた代表的な学校支援ボランティアの活動も生まれてきている。例えば、子供が安全に登下校を行うための安全監視（登下校ボランティア、スクール・ガード、学校安全ボランティア、巡回ボランティア、etc.）・週5日制の導入以降に登場した土曜日教室の指導・休み時間や放課後に図書室などを利用して行われる読み聞かせ活動・総合的な学習の時間に行われる体験活動の招聘講師（ゲストティーチャー）などがある。

## 学生による学校支援ボランティア
学校支援ボランティアが学校を開いていく１つの道そして登場してきたのは事実ではあるが、それがトップダウン方式で導入されたことなどから、現場教師の中には批判的な意見を持っている者もいる。とくに、教室に入ってくる形で行われる学校支援活動に対する否定的な見解が多い。もちろん、学校支援ボランティアが実際にチームティーチングや少人数教育の実現のための指導を行っている例も存在するが

、地域や保護者による学校支援は総合的な学習の時間や教科外の活動の占める割合が多い。そこで登場してきた担い手が学生たちであった。
この学生による学校支援ボランティアは、一般的に学校支援ボランティアと呼ばれず、地域や大学によって様々な名前が付けられている。例えば、教育ボランティア、スクールサポーター、学生ボランティア、授業支援学生ボランティア、ボランティア指導補助員、学生サポーターなど、実に多様である。
彼ら学生たちのボランティアは、地域・保護者主体のボランティアとは異なり、実際に教室に入って行われる活動が多い。その場合、集団指導の中で分かりにくい子供がいる場合、ボランティアが個別対応で彼（女）らに対して支援を行う。また、運動会などの特別行事、遠足などの課外活動、夏休みの水泳指導など、高齢化が進んだ学校において、体力的に厳しい活動への支援も求められることが多い。またこのような教室全体を支援する活動のほかにも、最初から特別な支援が必要な子供たち（身体障害児、ニューカマーの子供、多動性・衝動性をみせる子供、帰国子女、etc.）を対象とした支援を行う場合もある。
ボランティア活用に積極的な学校では、学校独自に人材を開拓、登用することもあるが、多くの場合、その窓口になるのは、学生が通う大学、あるいは教育委員会である。大学が窓口になって行うボランティアの場合、授業の一環として、または教員免許状取得のための必修授業として行われることもあり、これらは卒業のための単位として認定されている。この場合、本当の意味でボランティアではないが、その言葉が用いられることには注意したい。また、教育委員会が窓口になって学生のボランティアを募集する場合、その対象に学生以外が含まれることがある。この場合、主に学生が行うという意味で｢学生｣という言葉が用いられており、実際にはその枠で教員を目指す人々が活動を行っていることも少なくない。

## 学校支援ボランティアの問題点
ボランティアと教師の連携不足
ボランティアは、学校の職員とは異なる存在である。そのようなボランティアが持つ外部性が学校の閉鎖性を解消する鍵であることを考えると、そのような違いは重要な特徴である。しかし同時にこの違いは、学校との連携への障害となることもある。例えば、学校では、その多くの情報を職員会議で共有しているが、非職員であるボランティアは会議には参加せず、多くの情報を共有できていない。また学校の守秘義務の問題などから、ボランティアとは共有できない情報も少なくない。これが教員とボランティアの間に大きな溝を生む原因となることがある。
ボランティア同士の連携不足
ボランティアは毎日学校で支援を行っているわけではないため、同じ学校に関与しているからと言ってすべてのボランティア同士顔を合わせるわけでも、その存在を認知しているわけでもない。そのため、ボランティア間の情報共有の機会はあまりなく、活動自体に一貫性がないとも言える。これは学校自体がボランティアの導入は実現したが、それを取りまとめるコーディネーターのような人材を設けてこなかったことに、1つの原因があり、そのような制度の必要性が求められている。
単位を伴う学生の活動
比較的時間を持て余していると言われる学生であっても、生活の維持、個人的な時間の確保も含めボランティアを行うだけの余裕を感じる者は多くない。その中で、大学側がボランティアに対して単位認定を行ったことは、人材確保の裾野を広げることとなった。しかし同時に、ボランティアが目当てではなく、単位が目当ての学生が学校を支援を行うこととなり、質の低下が言われるようになった。俗に言う｢ボランティア公害｣の問題である。これは教員免許取得の際に必修単位として組まれた学校支援活動においても見られることである。

## 学校における「ボランティア公害」
「ボランティア公害」とは、ボランティア自身に悪意はないにせよ、結果的にボランティアをすること自体に目的意識があり、その活動における知識･技術・経験などが不足しているために、結果的に有意義な貢献ができず、現場に対して迷惑をかける状況が生まれること。阪神・淡路大震災のとき、大挙して押しかけたボランティアたちの中に、現場で右往左往するだけで現場に迷惑をかけた状況を示す言葉として使われた。こういった状況が現在の学校支援ボランティアをめぐる問題として登場してきている。とくに現代の若者は、「指示待ち症候群」などと呼ばれ、何かを言われないと行動できない者たちも少なくない。そのため、教室に入って子供たちの支援を行う際、何もできず教室の後ろのほうで棒立ちしてしまうなどの状況が生じる。またこのような状況を回避するために、その教室を取り仕切る教師たちに指示を出すことが求められれば、結果として教師は新たな負担を課せられることとなってしまうのである。この学校における「ボランティア公害」の問題は、上に挙がっている3つの問題点がすべて関係しているものであり、なかなか根の深い問題である。但し間違ってならないのは、「ボランティア公害」という言葉が主に問題視しているのは、非専門家としてボランティアが求められていないということではなく、できないことが多い中で、積極的に何かできることを見つけようとするような能動的な行動が見られないボランティアが存在することを問題化した言葉である。その意味では、ボランティアに求められているのは、すでに活動する専門家たちの手足となることではなく、その専門家たちの手が届かず放置されている課題の中から、自分たちができるものを拾い上げ取り組んでみる意欲なのだろう。

## 海外における学校支援ボランティア
海外では日本よりもボランティア活動が盛んであり、数多くのボランティア団体が存在する。例えば、3000以上の非営利団体、公共機関、信仰を基盤とした組織のネットワークであるアメリコーが有名である。ビル・クリントン元大統領によって1993年に組織され、毎年7万人が活動している。1994年以来、40万人以上の会員を数える。活動内容は学校支援から清掃活動にいたる。また、ニューヨークには、ラーニング・リーダーズという非営利団体が存在する。この団体では、ニューヨークにある公立の幼稚園から高校までの子供たちに対して、読み聞かせ活動、英語を母語としていない子供たちへの英語学習、数学などの他の教科学習など、様々な支援活動を行っている。芸術や読書の楽しさを普及する活動なども行われている。現在のところ、15000人のボランティアが関わっており、79%が公立学校に子供を通わせる保護者である。
欧米では、学校の教室におけるカリキュラムと地域の子供たちに対して行われる意義ある奉仕活動をつなぐために、その指導、学習、振り返りを行うサービスラーニングという方法論が存在している。これは日本で言う学校支援ボランティアを、それを行うだけに留めず、その経験から学び、さらにそれを高めることによって、より豊かな活動とするとともに、市民としての責任や生涯を通じたかかわりを育む意図が含まれている。これは、今後の学校支援ボランティアの1つの可能性を示唆している。